# Покров Богородичен (Дупница)
„Покров Богородичен“ е българска православна църква в град Дупница.

## История
Църквата е осветена през 1816 година, артиката е направена между 1822 и 1836 година, а през 1927/1929 година е изменена фасадата ѝ с вграждане на камбанария. В нейния двор са били разположени клисарницата, училището и градското чителище от 1874 година. През XIX век църквата е епископска на Самоковския митрополит. Стенописите са дело на зографите Христо Г. Зографски, Георги Бобошевски, Иван Терзиев и Венко Стефанов. Част от иконите са дело на Филип Зограф, Яков Мелникли и други.

## Галерия
- Пощенска картичка, Държавна агенция Архиви
- Църквата преди преустройството
- Надгробен камък в църквата
- Надгробен камък в църквата